# K Rochus Deurne
Ne pas confondre avec le Racing Club Anvers-Deurne, porteur du matricule 29 et absorbé en 1933 par le Borgerhout SK.
Maillots
Dernière mise à jour : 3 août 2017.
Le Koninklijke Rochus Deurne est un club de football belge localisé dans la commune de Deurne dans la banlieue d'Anvers. Fondé en 1920, ce club porte le matricule 665, et joue avec des maillots jaune et noir. Au cours de son Histoire, le club a évolué durant 6 saisons dans les divisions nationales, toutes au troisième niveau durant les années 1930. Il évolue en deuxième provinciale lors de la saison 2017-2018.

## Histoire
Le Sint-Rochus Football Club Deurne est fondé en 1920, et s'affilie à l'Union Belge la même année. Le club est versé dans les divisions régionales, où il évolue durant toute la décennie. En décembre 1926, il reçoit le matricule 665.
En 1932, le club rejoint pour la première fois de son Histoire la Promotion, alors troisième et dernier niveau national. Le club se maintient facilement lors de sa première saison, et termine ensuite vice-champion en 1934, à six longueurs du vainqueur, Oude God Sport. Le club joue maintient en milieu de classement durant les trois saisons qui suivent. En 1937, il fusionne avec le Football Club Deurne, un club issu lui-même d'une fusion entre le Voetbal Vereniging Deurne et le Vlaamse Leeuw Deurne, pour former le Racing Deurne. Cette fusion n'apporte pas vraiment le succès escompté, car le club finit dernier de sa série la saison suivante et doit quitter les divisions nationales après six saisons de présence. Depuis lors, il n'y est plus jamais remonté.
En 1944, le club reprend son nom initial, Sint-Rochus Football Club Deurne. Reconnu « Société Royale » en 1953, il ajoute le suffixe Koninklijke à sa dénomination officielle. Après avoir fait plusieurs saisons l'ascenseur entre la première et la deuxième provinciale, le club quitte l'élite anversoise en 1965. Il n'y reviendra que 47 ans plus tard. Entre-temps, le club change encore deux fois de nom. En 1970, il retire la mention Sint- de son nom, et en 2007, il le raccourcit à nouveau pour devenir le Koninklijke Rochus Deurne.
Au terme de la saison 2011-2012, le club remporte le tour final de deuxième provinciale et remonte en première provinciale après près d'un demi-siècle d'attente. Ce retour est de courte durée pour le club, qui termine en position de relégable et retourne directement en deuxième provinciale.

## Résultats dans les divisions nationales
Statistiques mises à jour le 21 juin 2013

### Bilan
| Niv | Divisions     | Jouées | Titres | TM Up | TM Down |
| --- | ------------- | ------ | ------ | ----- | ------- |
| I   | 1re nationale | 0      | 0      |       |         |
| II  | 2e nationale  | 0      | 0      |       |         |
| III | 3e nationale  | 6      | 0      |       |         |
| IV  | 4e nationale  | 0      | 0      |       |         |
| V   | 5e nationale  | 0      | 0      |       |         |
|     |               |        |        |       |         |
|     | TOTAUX        | 6      | 0      | 0     | 0       |

- TM Up : test-match pour départager des égalités, ou toutes formes de Barrages ou de Tour final pour une montée éventuelle.
- TM Down : test-match pour départager des égalités, ou toutes formes de Barrages ou de Tour final pour le maintien.

### Classements saison par saison
| Ordre               | Saison  | Nom du club         | Niveau                 | Classement final | Remarques     |
| ------------------- | ------- | ------------------- | ---------------------- | ---------------- | ------------- |
| 1                   | 1932-33 | St-Rochus FC Deurne | Promotion (D3) série B | 6e/14            |               |
| 2                   | 1933-34 | St-Rochus FC Deurne | Promotion (D3) série B | 2e/14            | [ saisons 1 ] |
| 3                   | 1934-35 | St-Rochus FC Deurne | Promotion (D3) série B | 7e/14            |               |
| 4                   | 1935-36 | St-Rochus FC Deurne | Promotion (D3) série B | 8e/14            |               |
| 5                   | 1936-37 | St-Rochus FC Deurne | Promotion (D3) série B | 10e/14           |               |
| 6                   | 1937-38 | Racing Deurne       | Promotion (D3) série A | 14e/14           | Relégué !     |
| séries provinciales |         |                     |                        |                  |               |

## Anciens joueurs connus
- Dirk Huysmans, ancien international belge (1 sélection), est formé au Rochus Deurne durant les années 1980, revient terminer sa carrière au club lors de la saison 2008-2009.